# IHF-Pokal der Frauen 1986/87
Der IHF-Pokal der Frauen 1986/87 war die sechste Spielzeit des von der Internationalen Handballföderation (IHF) organisierten Wettbewerbs, an dem 15 Mannschaften teilnahmen. Im Finale setzte sich der jugoslawische Vertreter ŽRK Budućnost Titograd gegen den tschechoslowakischen Verein Start Bratislava durch.

## Teilnehmende Mannschaften
| KV Sasja HC Hoboken (Belgien)        |
| VfL Oldenburg (BR Deutschland)       |
| SC Leipzig (DDR)                     |
| SC Magdeburg (DDR)                   |
| USM Gagny (Frankreich)               |
| ŽRK Budućnost Titograd (Jugoslawien) |
| HV Vonk Mosam (Niederlande)          |
| Byåsen HE (Norwegen)                 |

| WAT Fünfhaus Wien (Österreich)      |
| Rulmentul Braşov (Rumänien)         |
| Stockholmspolisens IF (Schweden)    |
| Avtomobilist Baku (Sowjetunion)     |
| CM Leganés (Spanien)                |
| Start Bratislava (Tschechoslowakei) |
| BP Kőbánya Spartacus (Ungarn)       |

## Wettbewerb

### Achtelfinale
|                        | Gesamt |                      | Hinspiel | Rückspiel |
| ---------------------- | ------ | -------------------- | -------- | --------- |
| CM Leganés             | 37:49  | VfL Oldenburg        | 17:20    | 20:29     |
| Start Bratislava       | 54:49  | SC Magdeburg         | 26:26    | 28:23     |
| Stockholmspolisens IF  | 40:47  | BP Kőbánya Spartacus | 21:21    | 19:26     |
| HV Vonk Mosam          | 36:19  | KV Sasja HC Hoboken  | 20:10    | 16:90     |
| Avtomobilist Baku      | 54:38  | Byåsen HE            | 25:18    | 29:20     |
| USM Gagny              | 48:23  | WAT Fünfhaus Wien    | 24:10    | 24:13     |
| SC Leipzig             |        | Freilos              |          |           |
| ŽRK Budućnost Titograd | 48:45  | Rulmentul Braşov     | 30:18    | 18:27     |

### Viertelfinale
|                      | Gesamt |                        | Hinspiel | Rückspiel |
| -------------------- | ------ | ---------------------- | -------- | --------- |
| VfL Oldenburg        | 37:50  | Start Bratislava       | 20:22    | 17:28     |
| BP Kőbánya Spartacus | 47:40  | HV Vonk Mosam          | 29:22    | 18:18     |
| Avtomobilist Baku    | 52:28  | USM Gagny              | 30:10    | 22:18     |
| SC Leipzig           | 47:47  | ŽRK Budućnost Titograd | 29:21    | 18:26     |

### Halbfinale
|                   | Gesamt |                        | Hinspiel | Rückspiel |
| ----------------- | ------ | ---------------------- | -------- | --------- |
| Start Bratislava  | 50:49  | BP Kőbánya Spartacus   | 27:18    | 23:31     |
| Avtomobilist Baku | 47:47  | ŽRK Budućnost Titograd | 28:24    | 19:23     |

### Finale
|                  | Gesamt |                        | Hinspiel      | Rückspiel     |
| ---------------- | ------ | ---------------------- | ------------- | ------------- |
| Start Bratislava | 50:55  | ŽRK Budućnost Titograd | 23:21 (11:10) | 27:34 (11:18) |